# Trypoxylon

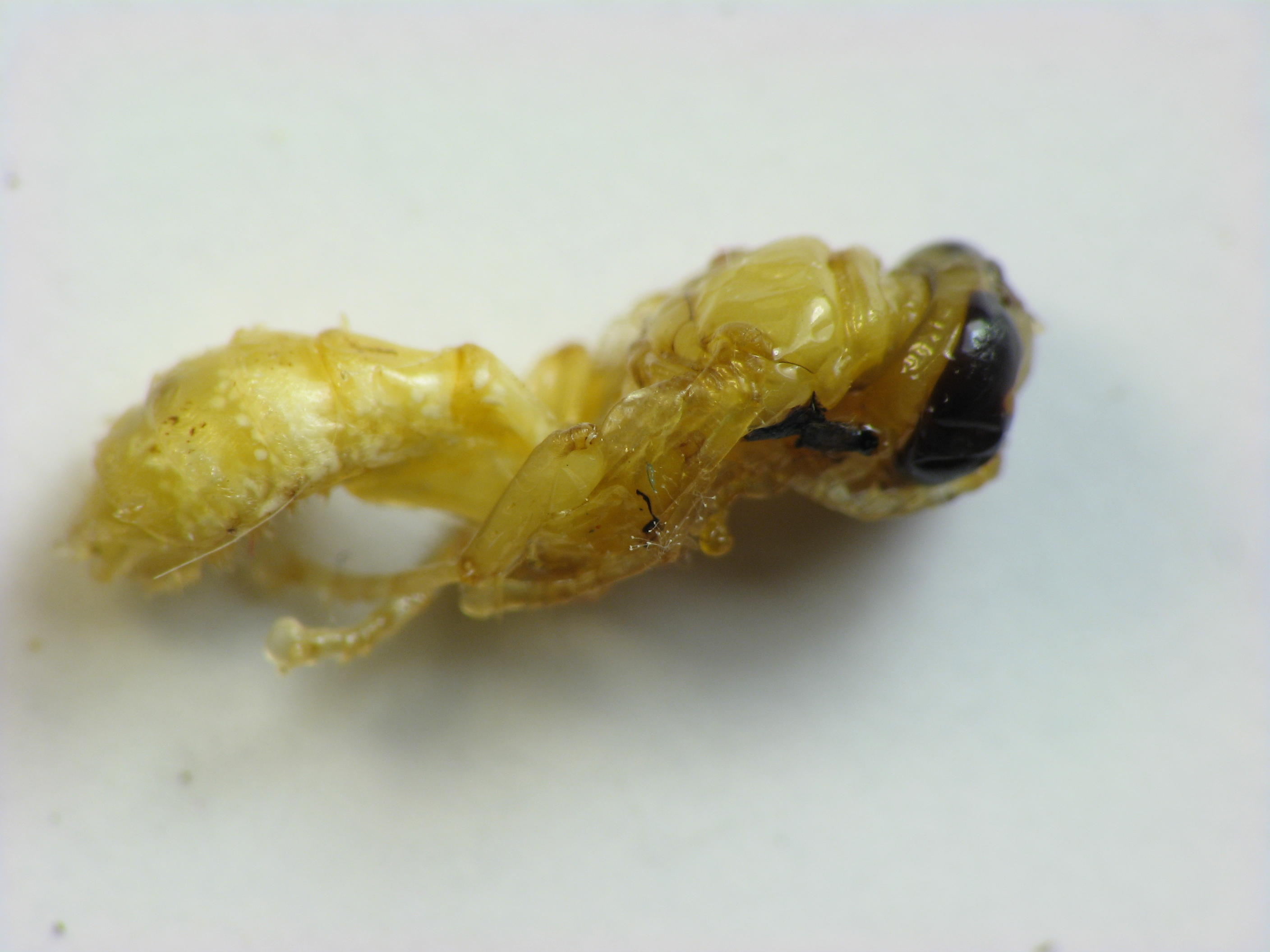
Trypoxylon collinum, pupa

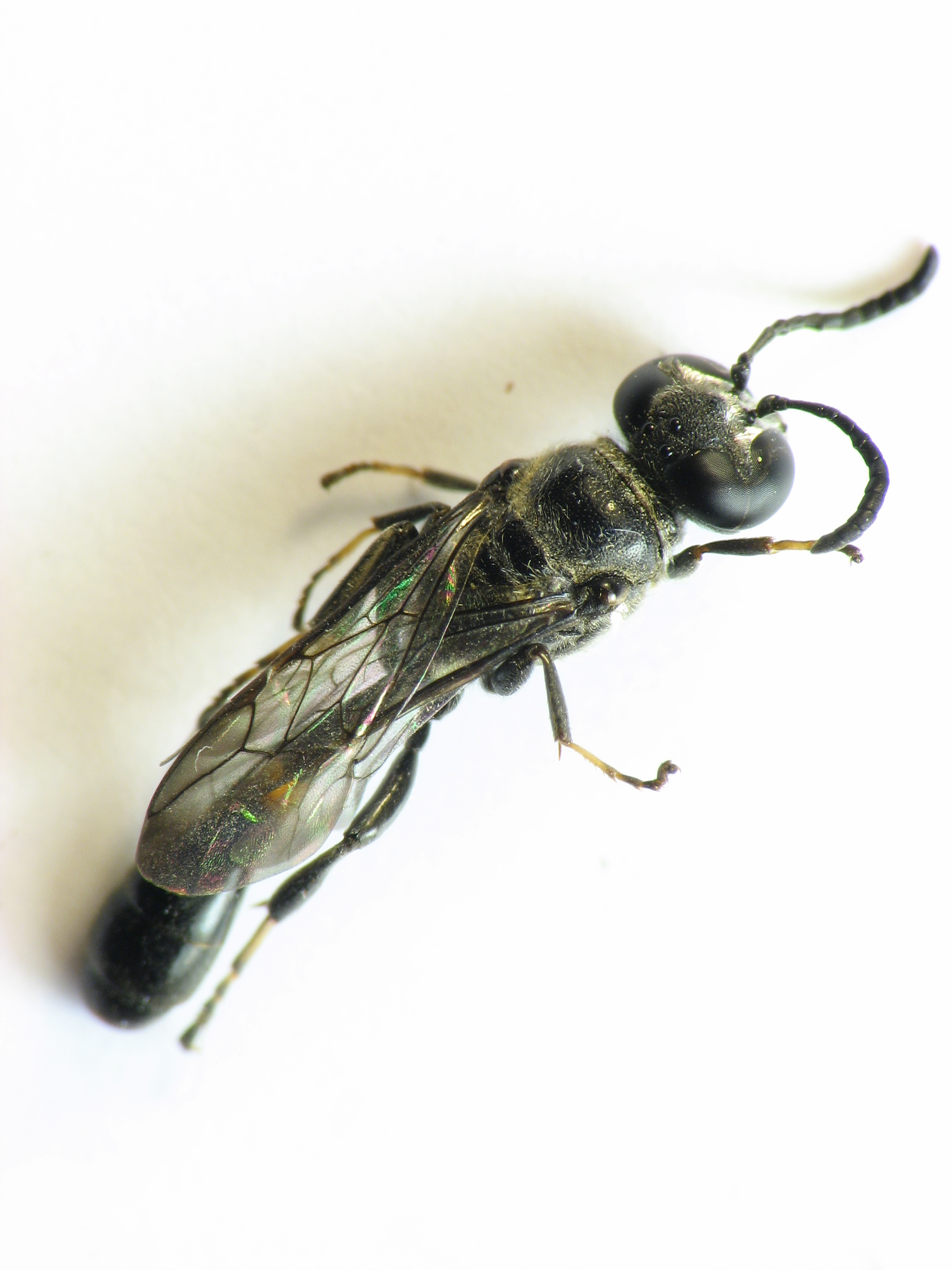
Trypoxylon collinum, adulto

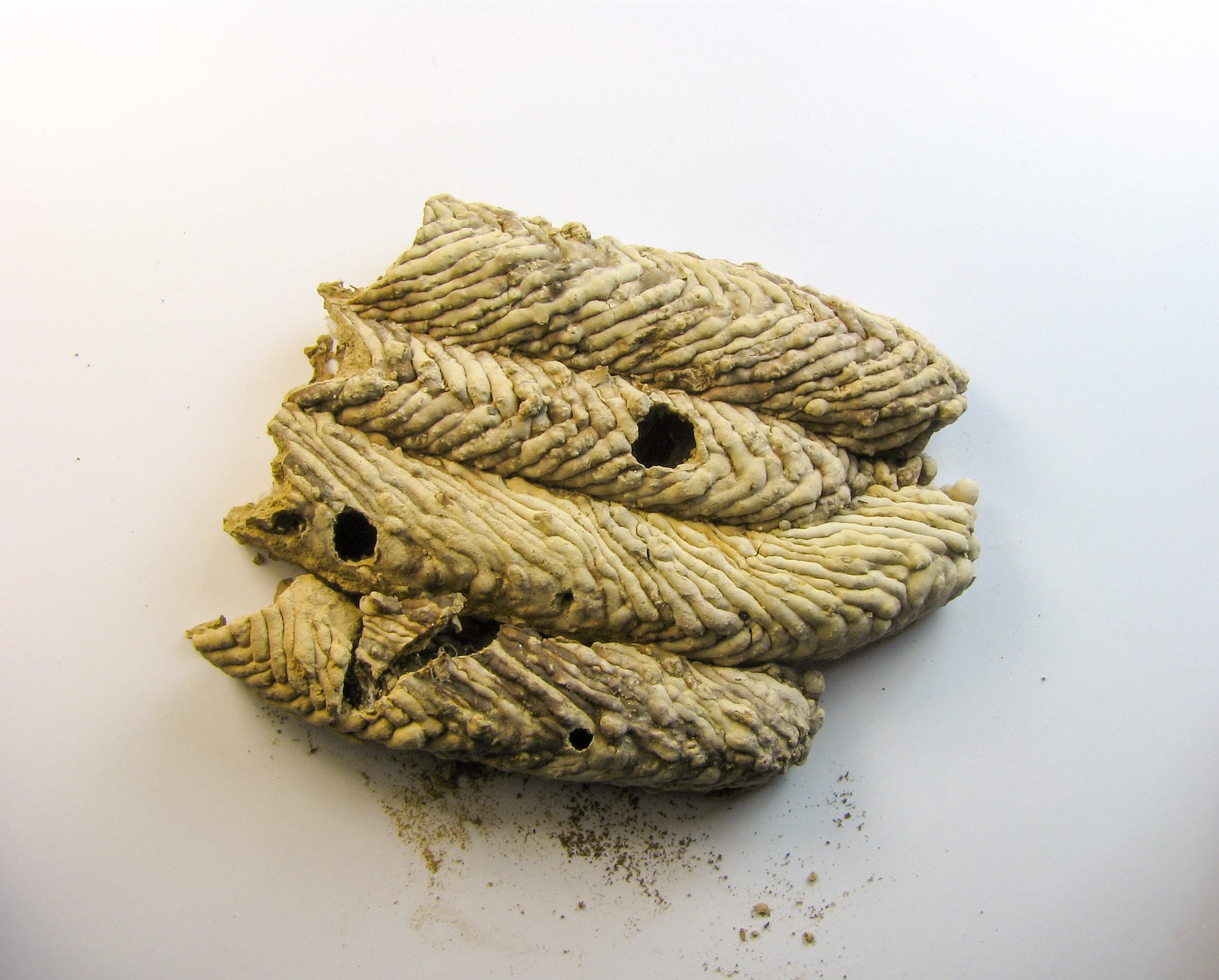
Nido de Trypoxylon politum

Trypoxylon es un género de avispas de la familia Crabronidae. Todas las especies estudiadas son cazadoras de arañas, a las que paralizan con su veneno para alimentar luego a sus larvas. Algunas especies construyen nidos, otras usan cavidades existentes. Estas cavidades pueden ser desde agujeros de clavos o de llaves hasta nidos abandonados de otras avispas. Generalmente cierran estos nidos con barro después de crear celdillas y depositar alimentos y huevos.

## Distribución
Las 634 species de este género tienen distribución mundial, con el mayor número en el Paleártico.

## Algunas especies
Fuentes
- Trypoxylon albipes F. Smith 1856
- Trypoxylon attenuatum F. Smith 1851
- Trypoxylon beaumonti Antropov 1991
- Trypoxylon clavicerum Lepeletier & Serville 1828
- Trypoxylon collinum
- Trypoxylon deceptorium Antropov 1991
- Trypoxylon figulus (Linnaeus 1758)
- Trypoxylon fronticorne Gussakowskij 1936
- Trypoxylon kolazyi Kohl 1893
- Trypoxylon kostylevi Antropov 1985
- Trypoxylon latilobatum Antropov 1991
- Trypoxylon medium Beaumont 1945
- Trypoxylon megriense Antropov 1985
- Trypoxylon minus Beaumont 1945
- Trypoxylon politum Drury, 1773
- Trypoxylon rubiginosum Gussakowskij 1936
- Trypoxylon scutatum Chevrier 1867
- Trypoxylon syriacum Mercet 1906
- Trypoxylon lactitarse Saussure 1842
- Trypoxylon rogenhoferi Kohl 1884